# Les Monceaux
Pour les articles homonymes, voir Monceaux (homonymie) et Monceau.
Les Monceaux sont une commune française, située dans le département du Calvados en région Normandie, peuplée de 211 habitants (les Monceoix).

## Géographie

### Localisation
| La Houblonnière | La Boissière    | Saint-Pierre-des-Ifs                           |
| Lécaude         | des Monceaux    | Saint-Pierre-des-Ifs                           |
| Le Mesnil-Simon | Le Mesnil-Simon | Le Mesnil-Eudes (par un angle) Le Mesnil-Simon |

### Hydrographie
La commune est située dans le bassin Seine-Normandie. Elle est drainée par le ruisseau du Mesnil-Simon, le ruisseau de la Varende, le fossé 01 du Hameau de Cour, le fossé 06 des Vallées, le fossé 01 de la Petite Justice et un autre petit cours d'eau,.

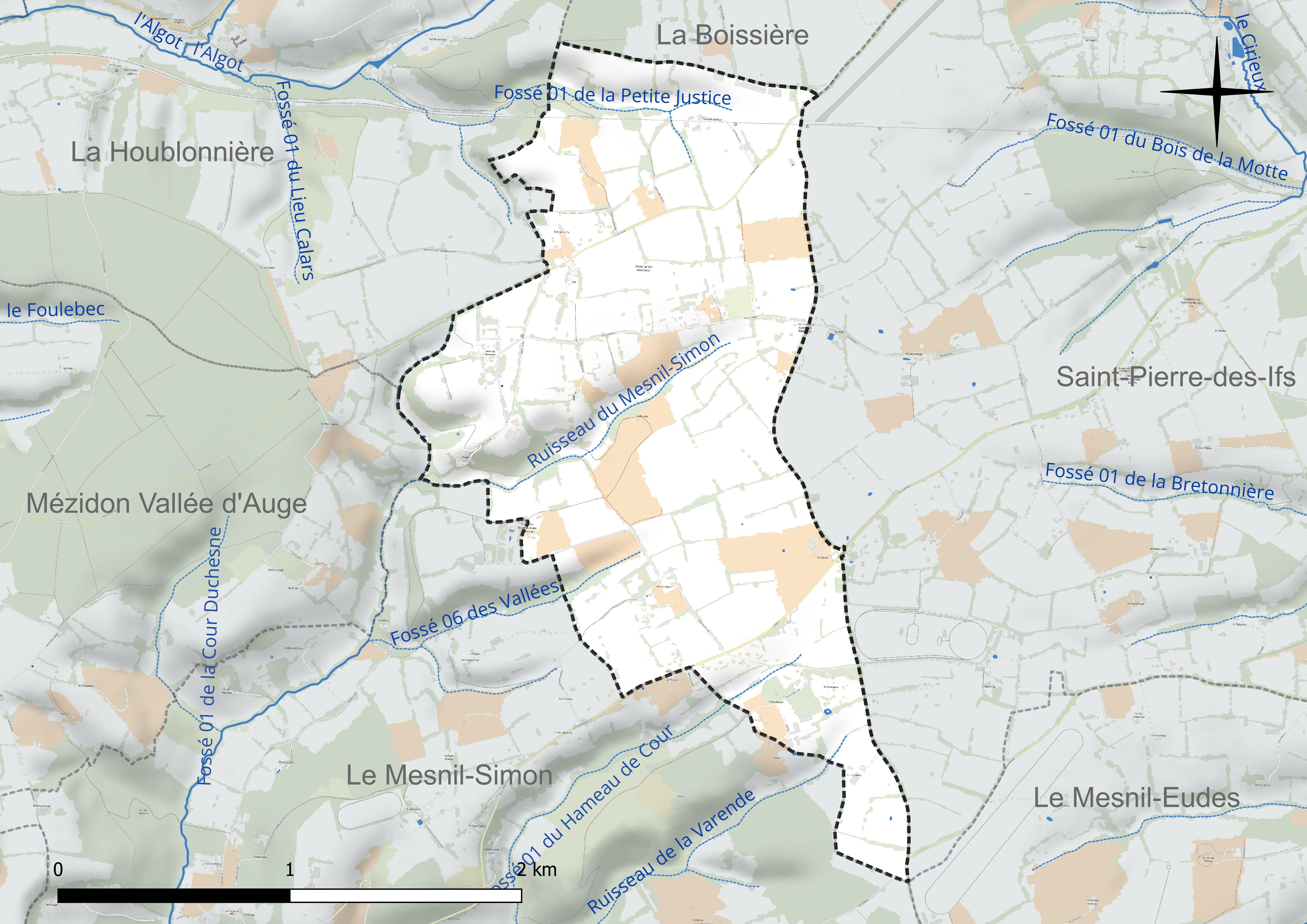
Réseau hydrographique des Monceaux.

### Climat
Pour des articles plus généraux, voir Climat de la Normandie et Climat du Calvados.
En 2010, le climat de la commune est de type climat océanique altéré, selon une étude du CNRS s'appuyant sur une série de données couvrant la période 1971-2000. En 2020, Météo-France publie une typologie des climats de la France métropolitaine dans laquelle la commune est exposée à un climat océanique et est dans la région climatique  Normandie (Cotentin, Orne), caractérisée par une pluviométrie relativement élevée (850 mm/a) et un été frais (15,5 °C) et venté. Parallèlement le GIEC normand, un groupe régional d'experts sur le climat, différencie quant à lui, dans une étude de 2020, trois grands types de climats pour la région Normandie, nuancés à une échelle plus fine par les facteurs géographiques locaux. La commune est, selon ce zonage, exposée à un « climat contrasté des collines », correspondant au Pays d'Auge, Lieuvin et Roumois, moins directement soumis aux flux océaniques et connaissant toutefois des précipitations assez marquées en raison des reliefs collinaires qui favorisent leur formation.
Pour la période 1971-2000, la température annuelle moyenne est de 10,1 °C, avec  une amplitude thermique annuelle de 13,2 °C. Le cumul annuel moyen de précipitations est de 871 mm, avec 12,6 jours de précipitations en janvier et 8,5 jours en juillet. Pour la période 1991-2020, la température moyenne annuelle observée sur la station météorologique la plus proche, située sur la commune de Lisieux à 7 km à vol d'oiseau, est de 11,7 °C et le cumul annuel moyen de précipitations est de 881,4 mm,. Pour l'avenir, les paramètres climatiques de la commune estimés pour 2050 selon différents scénarios d'émission de gaz à effet de serre sont consultables sur un site dédié publié par Météo-France en novembre 2022.

## Urbanisme

### Typologie
Au 1er janvier 2024, Les Monceaux sont catégorisés commune rurale à habitat dispersé, selon la nouvelle grille communale de densité à 7 niveaux définie par l'Insee en 2022.
Elle est située hors unité urbaine. Par ailleurs la commune fait partie de l'aire d'attraction de Lisieux, dont elle est une commune de la couronne,. Cette aire, qui regroupe 57 communes, est catégorisée dans les aires de 50 000 à moins de 200 000 habitants,.

### Occupation des sols
L'occupation des sols de la commune, telle qu'elle ressort de la base de données européenne d'occupation biophysique des sols Corine Land Cover (CLC), est marquée par l'importance des territoires agricoles (99,8 % en 2018), une proportion identique à celle de 1990 (99,8 %). La répartition détaillée en 2018 est la suivante : 
prairies (89,1 %), zones agricoles hétérogènes (10,4 %), terres arables (0,3 %), forêts (0,2 %). L'évolution de l'occupation des sols de la commune et de ses infrastructures peut être observée sur les différentes représentations cartographiques du territoire : la carte de Cassini (XVIIIe siècle), la carte d'état-major (1820-1866) et les cartes ou photos aériennes de l'IGN pour la période actuelle (1950 à aujourd'hui).

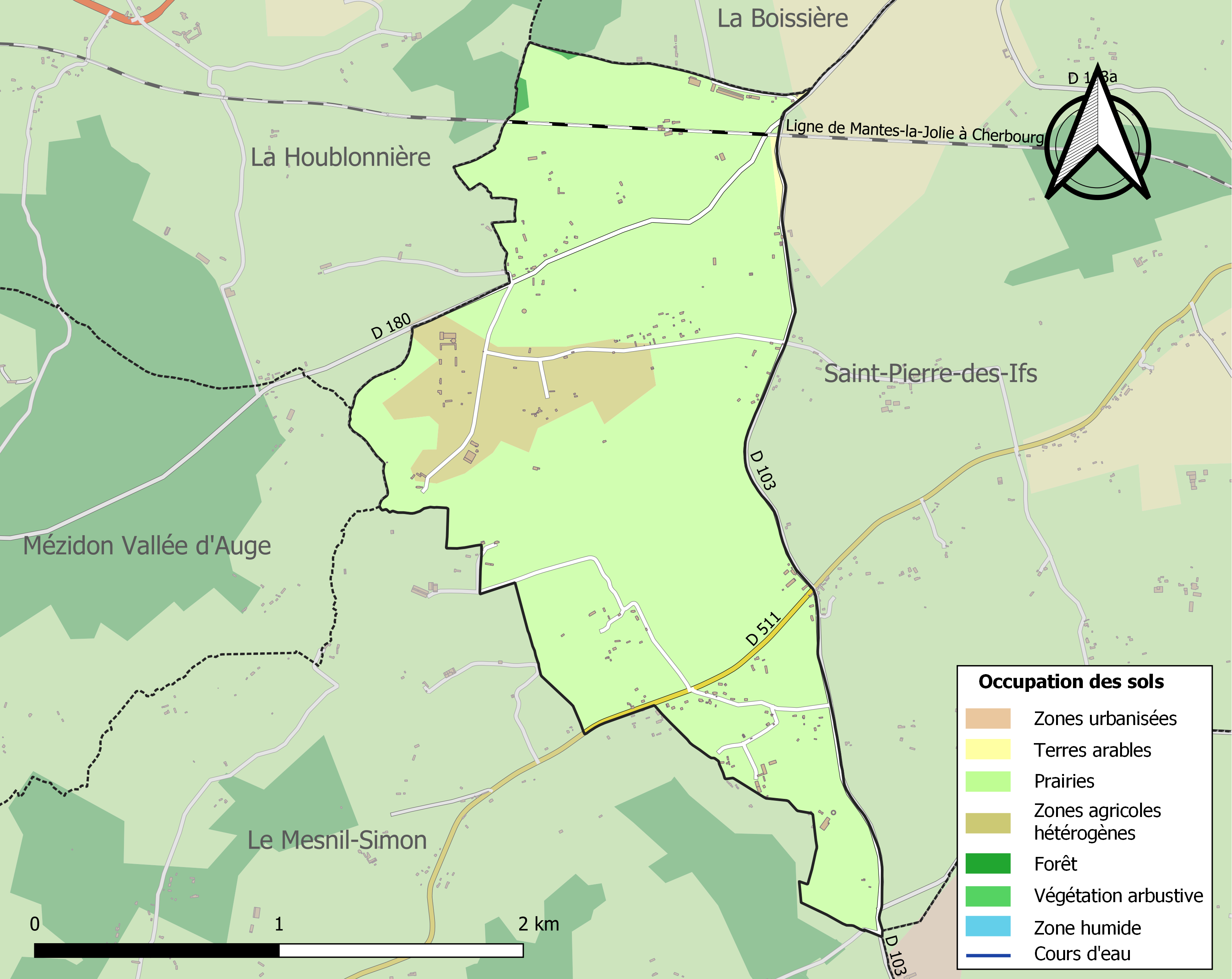
Carte des infrastructures et de l'occupation des sols de la commune en 2018 (CLC).

## Toponymie
Le nom de la localité est attesté sous la forme Momeals en 1155.
Ce toponyme est issu du pluriel de l'oïl moncel, monceau « petit mont ».

## Politique et administration
| Période                                  | Période   | Identité         | Étiquette | Qualité                             |
| ---------------------------------------- | --------- | ---------------- | --------- | ----------------------------------- |
| ?                                        | mars 2001 | Serge Lemée      |           |                                     |
| mars 2001                                | mars 2008 | Christian Doyère | SE        | Agriculteur et transporteur routier |
| mars 2008                                | En cours  | Didier Pellerin  | SE        | Agriculteur, éleveur                |
| Les données manquantes sont à compléter. |           |                  |           |                                     |

## Démographie
L'évolution du nombre d'habitants est connue à travers les recensements de la population effectués dans la commune depuis 1793. Pour les communes de moins de 10 000 habitants, une enquête de recensement portant sur toute la population est réalisée tous les cinq ans, les populations de référence des années intermédiaires étant quant à elles estimées par interpolation ou extrapolation. Pour la commune, le premier recensement exhaustif entrant dans le cadre du nouveau dispositif a été réalisé en 2004.
En 2022, la commune comptait 211 habitants, en évolution de +21,97 % par rapport à 2016 (Calvados : +1,58 %, France hors Mayotte : +2,11 %).
La commune avait compté jusqu'à 169 habitants en 1800. Ce maximum n'a été dépassé qu'en 2007 (171 habitants).
| 1793 | 1800 | 1806 | 1821 | 1831 | 1836 | 1841 | 1846 | 1851 |
| ---- | ---- | ---- | ---- | ---- | ---- | ---- | ---- | ---- |
| 143  | 169  | 159  | 142  | 117  | 137  | 131  | 138  | 136  |

| 1856 | 1861 | 1866 | 1872 | 1876 | 1881 | 1886 | 1891 | 1896 |
| ---- | ---- | ---- | ---- | ---- | ---- | ---- | ---- | ---- |
| 155  | 150  | 139  | 138  | 126  | 111  | 122  | 125  | 92   |

| 1901 | 1906 | 1911 | 1921 | 1926 | 1931 | 1936 | 1946 | 1954 |
| ---- | ---- | ---- | ---- | ---- | ---- | ---- | ---- | ---- |
| 105  | 93   | 102  | 105  | 105  | 159  | 112  | 129  | 144  |

| 1962 | 1968 | 1975 | 1982 | 1990 | 1999 | 2004 | 2006 | 2009 |
| ---- | ---- | ---- | ---- | ---- | ---- | ---- | ---- | ---- |
| 127  | 125  | 121  | 145  | 147  | 146  | 164  | 168  | 177  |

| 2014 | 2019 | 2022 | - | - | - | - | - | - |
| ---- | ---- | ---- | - | - | - | - | - | - |
| 177  | 198  | 211  | - | - | - | - | - | - |

## Lieux et monuments
- Église Saint-Michel (XIe siècle).
- Manège à chevaux du haras de Ralph Strassburger (début XXe).

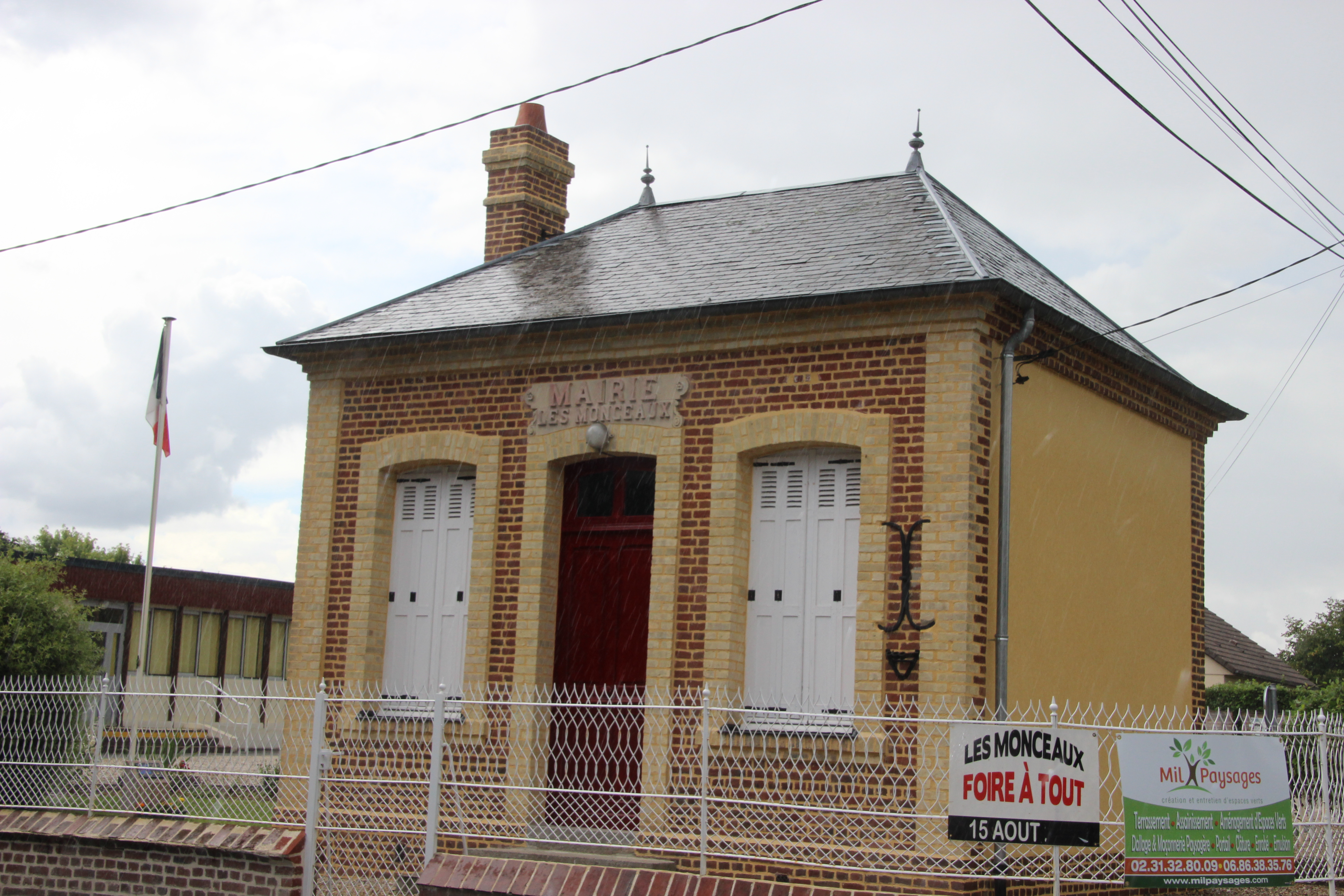
La mairie.
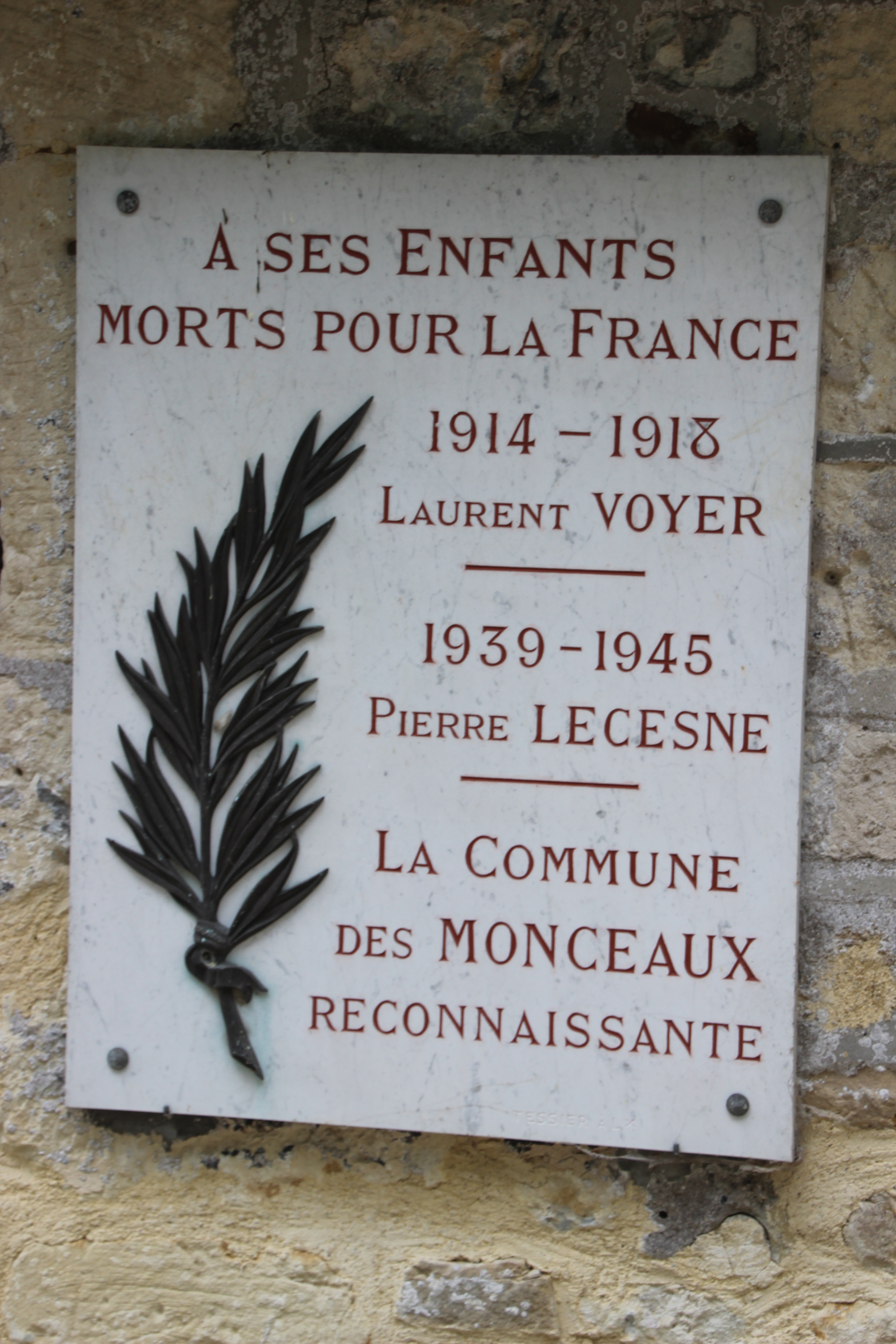
Monument aux morts sur les murs de l'église.
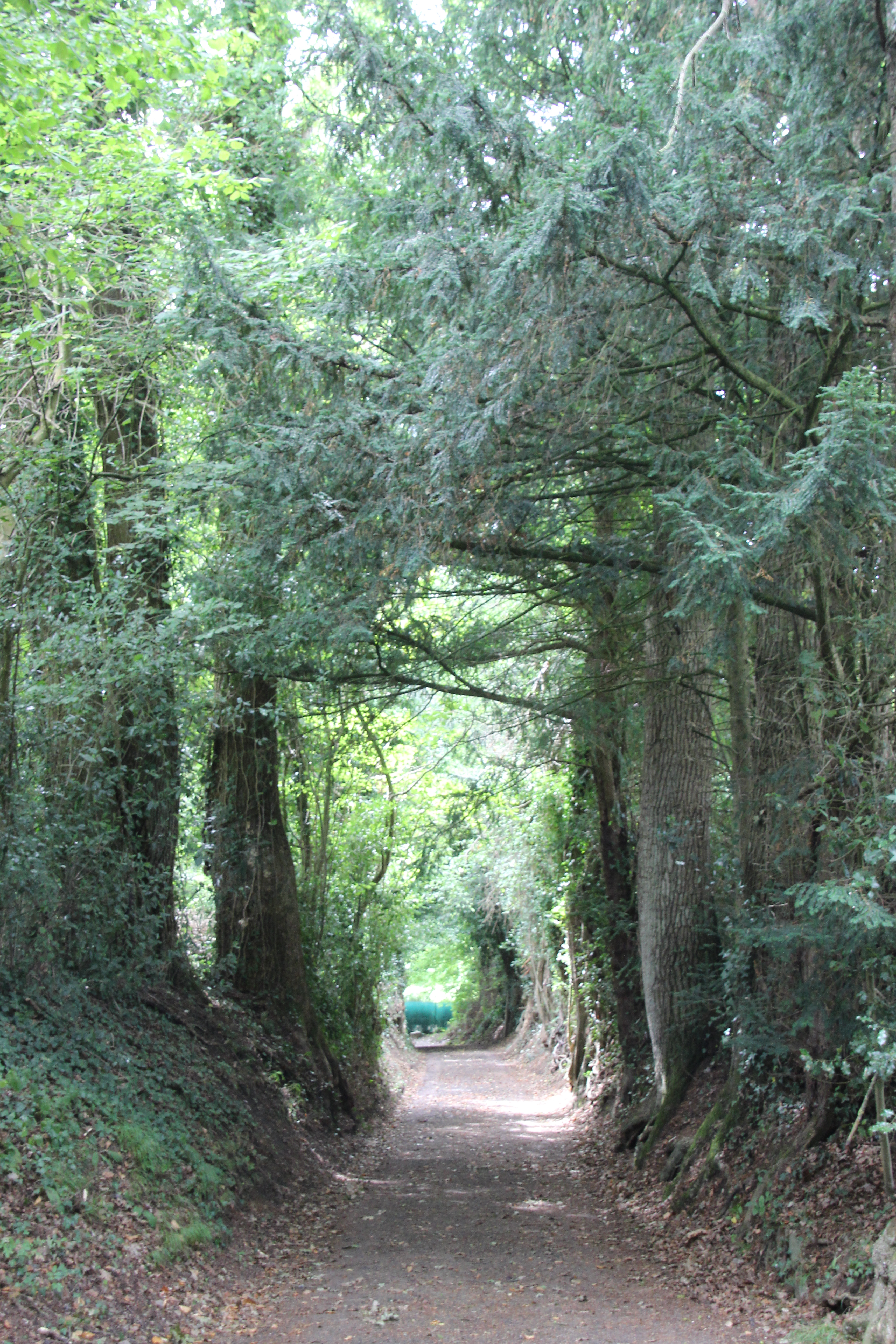
Chemin forestier vers l'église.

## Personnalités liées à la commune
- Ralph Strassburger (en) (1883-1959), homme d'affaires et milliardaire américain, y établit un haras en 1925, l'écurie des Monceaux[26].

### Article lié
- Liste des communes du Calvados